# Konvenciós tallér
A konvenciós tallér (németül: Konventionstaler, 1901 előtt -thaler, lásd: német helyesírás) az 1753-ban bevezetett konvenciós pénzláb szerint vert tallérok megnevezése volt. Egy kölni márka színezüstnek 10 tallér felelt meg, az érmék pedig 900‰-es ezüstből készültek, ezért egy érme tömege 25,984 gramm volt, amelyből 23,386 gramm volt az ezüst. Az érméken a pénzlábat a „X EINE FEINE MARK, AD NORM(AM) CONVENT(IONIS)” (magyarul kb.: tíz [darab tesz ki] egy [kölni] márka szín[ezüstöt], a konvenciós norma szerint) vagy egyszerűbben a „CONVENTION TALER” (magyarul: konvenciós tallér) felirat jelezte. 1804-ig az osztrák kiadásokon egy kis Szent András-kereszt szerepelt a verési évszám mellett. Voltak negyed- és féltallérosok is (ezt hívták konvenciós forintnak), valamint kétszeres tallérok. A konvenciós tallér Ausztriában 120 konvenciós krajcárra, Bajorországban 144 dél-német krajcárra oszlott. Bajorországban 1837-ben, Ausztriában 1857-ben vertek utoljára konvenciós tallért.
Forrás: Münzen Lexikon